# Partit d'Unificació Nacional
El Partit d'Unificació Nacional (en coreà: 통일국민당, romanitzat: Tongilgugmindang) va ser un partit polític conservador de Corea del Sud liderat per Chung Ju-yung, fundador del Grup Hyundai.

## Història
El partit es va crear el gener de 1992, anunciant la candidatura de Chung Ju-yung a les eleccions legislatives de març. La campanya es va centrar en la defensa de la desregulació i liberalització econòmica, en un context en el qual el govern pretenia posar fre al poder dels chaebols. Tanmateix, van criticar el projecte de tren d'alta velocitat de Gyeongbu com una operació clientelar i electoralista del Partit Liberal Demòcrata. El partit va obtenir finalment 31 escons a l'Assemblea Nacional, forçant la pèrdua de la majoria absoluta per part del governant PLD.
A finals del mateix any es celebrarien les eleccions presidencials, en les quals es centrarien en criticar tant l'agenda econòmica del PLD com el considerat excessiu radicalisme de Kim Dae-jung. Chung Ju-yung obtindria només el 16.32% dels vots, per darrera tant dels candidats del PLD com del Partit Demòcrata. Com a conseqüència, va haver-hi una fuga de militants i quadres del partit cap al governant Partit Liberal Demòcrata.
Poc temps després, Chung seria sotmès a investigacions financeres i, al febrer de 1993, va abandonar el seu escó de l'Assemblea Nacional, dimitint de tots els seus càrrecs del partit. Finalment, Chung va ser condemnat a tres anys de presó, sent declarat culpable de desviar 62,8 milions de dòlars del Grup Hyundai a les seves campanyes polítiques, tot i que no va ser empresonat per la seva edat.
Al 1994 s'unificaria amb el minoritari Nou Partit de la Reforma Política, que mantenia un diputat a l'AN, per formar el Nou Partit Demòcrata, sense cap èxit rellevant.

## Resultats electorals

### Eleccions Presidencials
| Any  | Candidat      | Vots      | %           | Resultat |
| ---- | ------------- | --------- | ----------- | -------- |
| 1992 | Chung Ju-yung | 3,880,067 | 16,32 / 100 | Derrota  |

### Eleccions Legislatives
| Any  | Líder         | Vots      | %     | Escons   | Escons | Escons   | Pos. | Govern   |
| Any  | Líder         | Vots      | %     | Circum.  | Llista | Total    | Pos. | Govern   |
| ---- | ------------- | --------- | ----- | -------- | ------ | -------- | ---- | -------- |
| 1992 | Chung Ju-yung | 3,574,419 | 17.37 | 24 / 237 | 7 / 62 | 31 / 299 | 3r   | Oposició |